# ジャナタ・ダル
ジャナタ・ダル（英: Janata Dal、ヒンディー語:जनता दल）は、インドの政党。

## 名称
党名は 人民の党 を意味するが、イデオロギー的に異なるインド人民党との混同を避けるため、日本では原語名称のまま呼ばれることが多い。これは両党がともに旧ジャナタ党をルーツとするためである（インド人民党は旧ジャナタ党の右派を、ジャナタ･ダルは旧ジャナタ党の中間・左派をルーツとする）。

## 歴史
1980年のローク・サバー（インド下院）総選挙で旧ジャナタ党（人民党）が分裂・崩壊。
1988年に旧インド国民会議のヴィシュワナート・プラタープ・シン（V.P.シン）が中心となってジャナタ党勢力の中道および中道左派を糾合し政治改革を掲げて結成された。民主社会主義およびリベラルの傾向が強い、穏健中道政党だった。
1989年のローク・サバー総選挙で143議席を獲得して勝利し、第2党ながらインド人民党およびインド共産党マルクス主義派、インド共産党などの左右両派から閣外協力を得て政権を樹立した。
1990年、党内実力者のひとりチャンドラ・シェーカルが党を割り、インド国民会議の支援で政権を樹立したことによってV.P.シン政権は崩壊した。
1996年のローク・サバー総選挙では46議席に留まったが、どの政党も明確な多数が得られなかったため、インド国民会議の支援によって共産党や地域政党と連携して連立政権を樹立、デーヴェー・ガウダ、インドラ・クマール・グジュラールの両首相を輩出した。だが政権は安定せず、ヴァージペーイー率いるインド人民党が台頭する前で再度、分裂し力を失った。

## 組織
現在、ジャナタ・ダルを引き継ぐ政党はほぼ州単位で四分五裂し、統一国民進歩同盟に参加して国民会議やインド人民党と一線を画した活動する党以外にもインド国民会議やインド人民党と連合する党もあり、政治的に与野党に分かれてしまっている。
- 第三戦線（統一国民進歩同盟）に参加
  - ビジュ・ジャナタ・ダル（オリッサ州）
  - ジャナタ・ダル (世俗派)（カルナータカ州中心）
- 統一進歩同盟（インド国民会議が中心）に参加
  - ジャナタ・ダル（世俗派－クマラ派）（ケーララ州）
- 国民民主同盟（インド人民党が中心）に参加
  - ジャナタ・ダル (統一派)（ビハール州中心）
  - 全国ローク・ダル（ウッタル・プラデーシュ州西部）
- 第四戦線（世俗戦線）に参加
  - サマジワディ党（ウッタル・プラデーシュ州中心）
  - 全国ジャナタ・ダル（ビハール州中心）

なお社会主義インターナショナルに加盟していたが、現在はジャナタ・ダル（世俗派）が引き続き加盟している。社会主義インターから分派した進歩同盟にはサマジワディ党が参加している。